# 加內特山
60°44′S 45°38′W / 60.733°S 45.633°W
加內特山是南極洲的山峰，位於南奧克尼群島的西格尼島南部，處於麥克里奧德冰川東部，海拔高度230米，現時由南極條約體系管理。